# Husein Al-Tahleh
Husein Al-Tahleh es un deportista jordano que compitió en taekwondo. Ganó una medalla de plata en los Juegos Asiáticos de 1998 en la categoría de –83 kg.

## Palmarés internacional
| Juegos Asiáticos | Juegos Asiáticos    | Juegos Asiáticos | Juegos Asiáticos |
| Año              | Lugar               | Medalla          | Categoría        |
| ---------------- | ------------------- | ---------------- | ---------------- |
| 1998             | Bangkok (Tailandia) | Medalla de plata | –83 kg           |